# Kto tam?
Kto tam? (russisk: Кто там?) er en russisk spillefilm fra 2022 af Vladimir Maslov, Vitalij Dudka og Mikhail Morskov.

## Medvirkende
- Vladimir Masjkov som Pavel
- Aleksandra Bortitj
- Kirill Käro som Pjotr
- Tikhon Zjiznevskij som Malinin
- Aleksandr Samojlenko som Sergeitj
- Aleksandr Oblasov som Dymov
- Pelageja Nevzorova som Katja